# The Beast Mortos
The Beast Mortos (Torreón, 11 de março de 1987), anteriormente conhecido como Black Taurus, é um luchador enmascarado mexicano, ou seja, um lutador de luta livre profissional mascarado. Ele trabalha atualmente para a All Elite Wrestling (AEW), onde é membro do grupo La Facción Ingobernable. Ele também atua na empresa irmã da AEW, a Ring of Honor (ROH).
Ele também é conhecido por seu trabalho na Lucha Libre AAA Worldwide (AAA), International Wrestling Revolution Group, Lucha Libre Elite, The Crash Lucha Libre, Impact Wrestling, Major League Wrestling (MLW), Pro Wrestling Guerrilla (PWG), além de participações no circuito independente mexicano e internacional.
Seu nome verdadeiro é desconhecido, como é comum com os lutadores mascarados no México, onde suas vidas privadas são mantidas em segredo do público fã de luta livre.

## Carreira na luta livre profissional

### Consejo Mundial de Lucha Libre (2008–2011)
Depois de lutar por anos na região de Torreón sob o nome de Semental, ele se mudou para a Cidade do México em 2008. Após uma breve passagem pelo International Wrestling Revolution Group, ele começou a trabalhar no Consejo Mundial de Lucha Libre (CMLL) em março de 2008. Lutou regularmente pelo CMLL por mais de três anos, geralmente em lutas de abertura que raramente eram exibidas na televisão. Ele fez sua última luta pela promoção em 28 de junho de 2011, e apareceu na AAA dois dias depois.

### Lucha Libre AAA Worldwide (2012–2016)
Em meados de 2012, a AAA introduziu um novo trio mascarado conhecido como Los Inferno Rockers (Machine Rocker, Devil Rocker e Soul Rocker), um trio de lutadores mascarados inspirados no glam-rocker que se assemelhavam à banda de rock Kiss. Mais tarde foi verificado que o ex-Tito Santana estava sob a máscara Soul Rocker. O trio foi criado como os rivais de Los Psycho Circus (Psycho Clown, Murder Clown e Monster Clown), que na época estava invicto há anos. Mais tarde, eles introduziram o Uro Rocker de 201 cm de altura para a equipe, visando especificamente o Psycho Clown. Mais tarde foi revelado que Uro Rocker deveria ser o principal rival de Psycho Clown, mas o lutador que fez o papel machucou os lutadores com quem trabalhou e foi rapidamente retirado do grupo.
O grupo perdeu para Los Psycho Circus no show Guerra de Titanes de 2012, sua primeira aparição em um grande show AAA. 18 dias depois, o trio lutou contra Los Oficiales do International Wrestling Revolution Group (Oficial 911, Oficial AK-47 e Oficial Fierro) em uma das lutas em destaque na Arena Naucalpan 35th Anniversary Show quando a luta terminou em um contagem dupla. No início de 2013, o Los Inferno Rockers finalmente derrotou o Los Psycho Circus, ganhando algum impulso em sua rivalidade em andamento. Eles repetiram a façanha no show Rey de Reyes de 2012, aparentemente aumentando sua rivalidade para uma Lucha de Apuestas, ou "jogo de aposta" onde as equipes colocariam suas máscaras na linha. O combate nunca aconteceu e os Los Inferno Rockers logo foram desviados do Los Psycho Circus. No final de 2013 Devil Rocker deixou AAA e foi substituído por Demon Rocker para permanecer um trio. um membro do estável Los Inferno Rockers. A equipe foi eliminada ao longo de 2014, com Demon Rocker assumindo o personagem "La Parka Negra". No início de 2015, o Machine Rocker também não aparecia mais nos programas da AAA. Em 4 de outubro de 2015 Machine Rocker foi apresentado como "Taurus", sinalizando o fim de Los Inferno Rockers como uma unidade ganhou uma partida Royal Rumble Lumberjack para ganhar a Copa Antonio Peña.
Em 10 de setembro de 2016, Taurus anunciou sua saída da AAA.

### Circuito independente (2016-2019)
Touro estreia como Black Tauro na Lucha Libre Elite em parceria com Cibernetico e Sharlie Rockstar foi derrotado por Decnis, Mr. Aguila e Zumbido. Em 10 de novembro, Tauro em parceria com Rey Escorpión derrotou L.A. Park e Mr. Aguila. Em 2 de março de 2019 no MLW Fusion, Taurus fez sua estreia na Major League Wrestling ao lado de Laredo Kid, perdendo para Lucha Brothers (Pentagon Jr. & Fenix). Em 26 de julho de 2019, no evento "FRAME", Taurus fez sua estreia na Pro Wrestling Guerrilla (PWG), perdendo com Laredo Kid e Puma King contra Mexablood (Bandido & Flamita) e Rey Horus.

### Retorno à AAA (2018–2024)
Em 1 de junho de 2018, Taurus retornou a AAA depois de ajudar a manter o Campeonato Reina de Reinas da AAA de Faby Apache, na frente de Ashley. Em 10 de agosto de 2019, Taurus perdeu uma luta pelo título do Campeonato Mega da AAA para o campeão Fénix, a luta também incluiu Laredo Kid e Puma King.

### Impact Wrestling (2019-2023)
Devido à aliança da AAA com a promoção americana Impact Wrestlng. Taurus fez uma aparição especial na edição de 1º de fevereiro de 2019 do Impact Wrestling, que foi gravada em 11 a 12 de janeiro de 2019 no Frontón México Entertainment Center na Cidade do México, em parceria com Lucha Brothers (Pentagon Jr. e Rey Fenix) derrotaram The Latin American Exchange (Ortiz e Santana) e Daga.
Na edição de 9 de fevereiro de 2021 do Impact Wrestling, Taurus fez seu retorno ao Impact Wrestling com mais regularidade, quando Rosemary e Crazzy Steve o apresentaram como o mais novo membro de sua stable Decay, logo depois conquistando uma rápida vitória sobre Kaleb with a K.

### All Elite Wrestling / Ring of Honor (2023–presente)
Em 15 de dezembro de 2023, Taurus fez sua estreia na Ring of Honor (ROH) no Final Battle, desafiando sem sucesso El Hijo del Vikingo pelo Mega Campeonato da AAA. Na semana seguinte, em 22 de dezembro, ele fez sua estreia na All Elite Wrestling (AEW), promoção irmã da ROH, no episódio do AEW Rampage, mais uma vez desafiando Vikingo pelo mesmo título — novamente sem sucesso.
Em janeiro de 2024, Taurus assinou contrato com a AEW, mas não pôde continuar usando o nome "Black Taurus", pois os direitos do personagem pertencem à AAA. Rebatizado como The Beast Mortos, ele estreou com sua nova persona no ROH Supercard of Honor em 5 de abril, onde derrotou Blake Christian. Ele fez sua estreia nos ringues da AEW no episódio de 27 de abril do Collision, em uma luta que perdeu para Rey Fénix. Em setembro, Mortos se aliou a Dralístico e Rush para entrar na versão reformulada da La Facción Ingobernable, após atacarem Hologram na edição especial Grand Slam do Collision. Isso levou a uma luta de duas quedas contra Hologram no WrestleDream, que Mortos perdeu. Mais tarde, ele participou do Continental Classic 2024, mas não venceu nenhuma luta.
Em 12 de julho de 2025, no evento All In, Mortos competiu na luta Casino Gauntlet masculina, que foi vencida por MJF.

### Retorno para a CMLL (2025–presente)
Na edição de 4 de julho de 2025 do Viernes Espectacular, Mortos fez seu retorno ao CMLL após quatorze anos, fazendo equipe com Averno e Último Guerrero para derrotar Esfinge, Máscara Dorada e Templario.

## Vida pessoal
Fora dos ringues, Mortos está cursando faculdade de Direito e passou no exame da ordem em junho de 2025. Ele é ex-enfermeiro e veterinário.
Ele tem um filho. Desde junho de 2025, Mortos está em um relacionamento com a também lutadora profissional Mercedes Moné.

## Títulos e prêmios
- Lucha Libre AAA Worldwide
  - Campeonato Latino-Americano AAA (1 vez)[30]
  - Campeonato Mundial de Trios AAA (1 vez) – com La Hiedra e Rey Escorpión
  - Copa Antonio Peña (2015)[31]
  - Torneio Gladiators Heavyweight (2019)
  - Copa Mundial de Lucha Libre 2023: divisão masculina; com Pentagón Jr. e Laredo Kid[32]
- Lucha Libre VOZ
  - Campeonato Ultra da VOZ (1 vez)[33]
- Perros del Mal Producciones
  - Campeonato dos Pesos Pesados da Perros del Mal (1 vez)[34]
  - Campeonato dos Pesos Meio-Pesados da Perros del Mal (1 vez)[35]
- Pro Wrestling Illustrated
  - PWI o colocou na #99ª posição dos 500 melhores lutadores individuais no PWI 500 em 2021[36]